# 孙立成 (物理化学家)
孙立成（1962年8月—），男，黑龙江东宁人，中国物理化学家，瑞典皇家工程院院士，中国科学院院士，曾任瑞典皇家工学院分子器件讲席教授，现任西湖大学理学院化学讲席教授。
2023年，孙立成恢复中国国籍，按《中国科学院外籍院士转为中国科学院院士暂行办法》转为中国科学院院士。